# Purara
Purara (in croato: Purara) è uno scoglio della Dalmazia settentrionale in Croazia che si trova nel mare Adriatico e fa parte delle isole Incoronate. Amministrativamente appartiene al comune Morter-Incoronate, nella regione di Sebenico e Tenin.
Assieme al vicino scoglio Puirara (vedi sez. isole adiacenti) vengono anche chiamati scogli Parura o scogli Purara.
Purara, assieme ai due scogli adiacenti, è una delle aree strettamente protette del parco nazionale delle Incoronate dove non sono ammessi visitatori.

## Geografia
Purara si trova in mare aperto nella parte meridionale delle isole Incoronate a sud-ovest di Curba Grande da cui dista circa 2,9 km e a ovest di Ocluzze che si trova a 2,2 km. Lo scoglio ha una forma triangolare con una punta che si allunga a sud-est; la sua superficie è di 0,027 km², lo sviluppo costiero di 0,85 km e l'altezza di 30,4 m.

### Isole adiacenti
- Secca Vitello[9] (hrid Volić), piccolo scoglio a nord-ovest di Purara, a circa 660 m[2]; ha un'area di 950 m²[10] 43°42′05.76″N 15°25′47.21″E.
- Puirara[11] (hrid Klint), scoglio 400 m[2] a sud-est di Purara; ha un'area di 2288 m²[10] e un'altezza di 3 m[2] 43°41′34.12″N 15°26′38.16″E.
- Germignago Grande (Garmenjak Veli), a nord-est a circa 1,75 km[2] di distanza.

### Cartografia
- (HR) Mappa topografica della Croazia 1:25000, su preglednik.arkod.hr. URL consultato il 26 giugno 2017.
- G. Giani, Carta prospettiva delle Comuni censuarie della Dalmazia, foglio 6, 1839. Fondo Miscellanea cartografica catastale, Archivio di Stato di Trieste.
- Carta di cabottaggio del mare Adriatico, foglio VII, Milano, Istituto geografico militare, 1822-1824. URL consultato il 5 luglio 2017 (archiviato dall'url originale il 13 aprile 2013)..